# بازی‌های آسیایی ۲۰۲۶
بازی‌های آسیایی ۲۰۲۶ (ژاپنی: 2026年アジア競技大会) بیستمین دوره بازی‌های آسیایی است که طبق برنامه از ۱۹ سپتامبر تا ۴ اکتبر ۲۰۲۶ در استان آیچی و شهر ناگویا، ژاپن برگزار خواهد شد. ناگویا پس از توکیو در سال ۱۹۵۸ و هیروشیما در سال ۱۹۹۴، سومین شهر از ژاپن خواهد بود که میزبانی بازی‌های آسیایی را بر عهده خواهد داشت.

## انتخاب میزبان
در ۲۵ سپتامبر ۲۰۱۶، شورای المپیک آسیا در نشست مجمع عمومی سالانه خود در شهر دانانگ ویتنام، ناگویا را که تنها شرکت کننده بود به عنوان میزبان این دوره از بازی‌ها انتخاب کرد.
| شهر    | کشور | دور نخست     |
| ناگویا | ژاپن | به اتفاق آرا |

## مکان‌های برگزاری

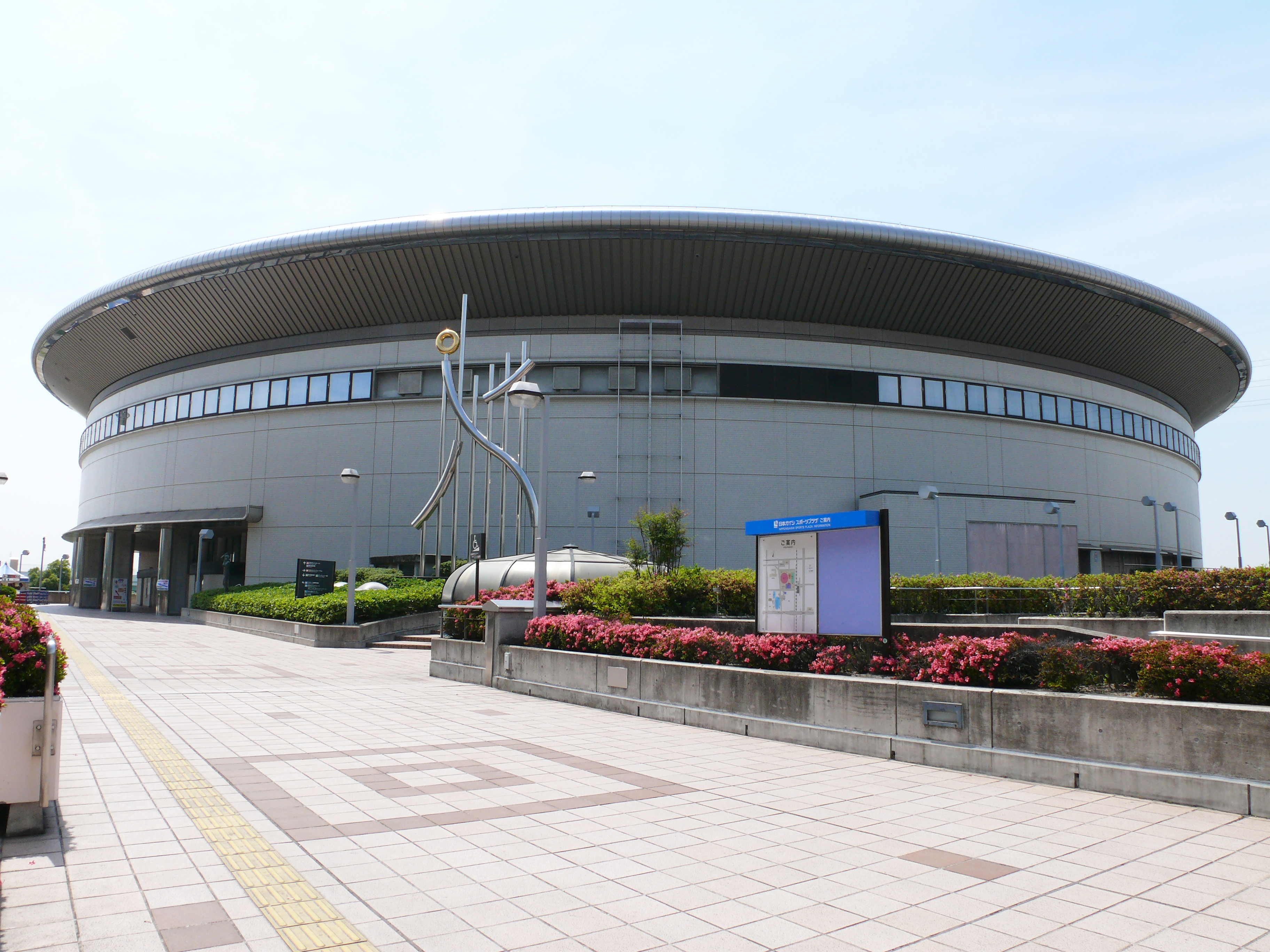
ورزشگاه عمومی ناگویا

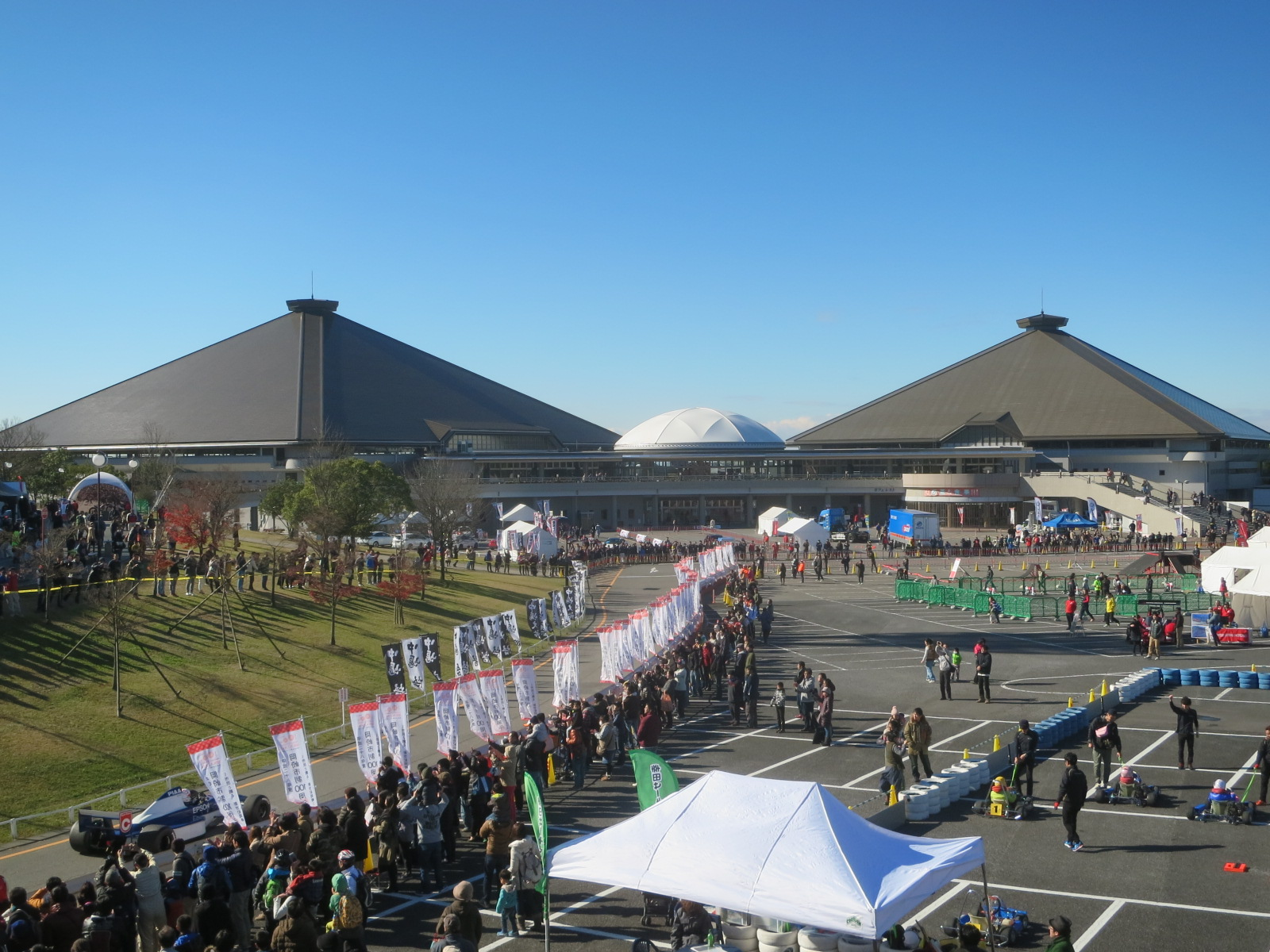
پارک اوکازاکی چو سوگو

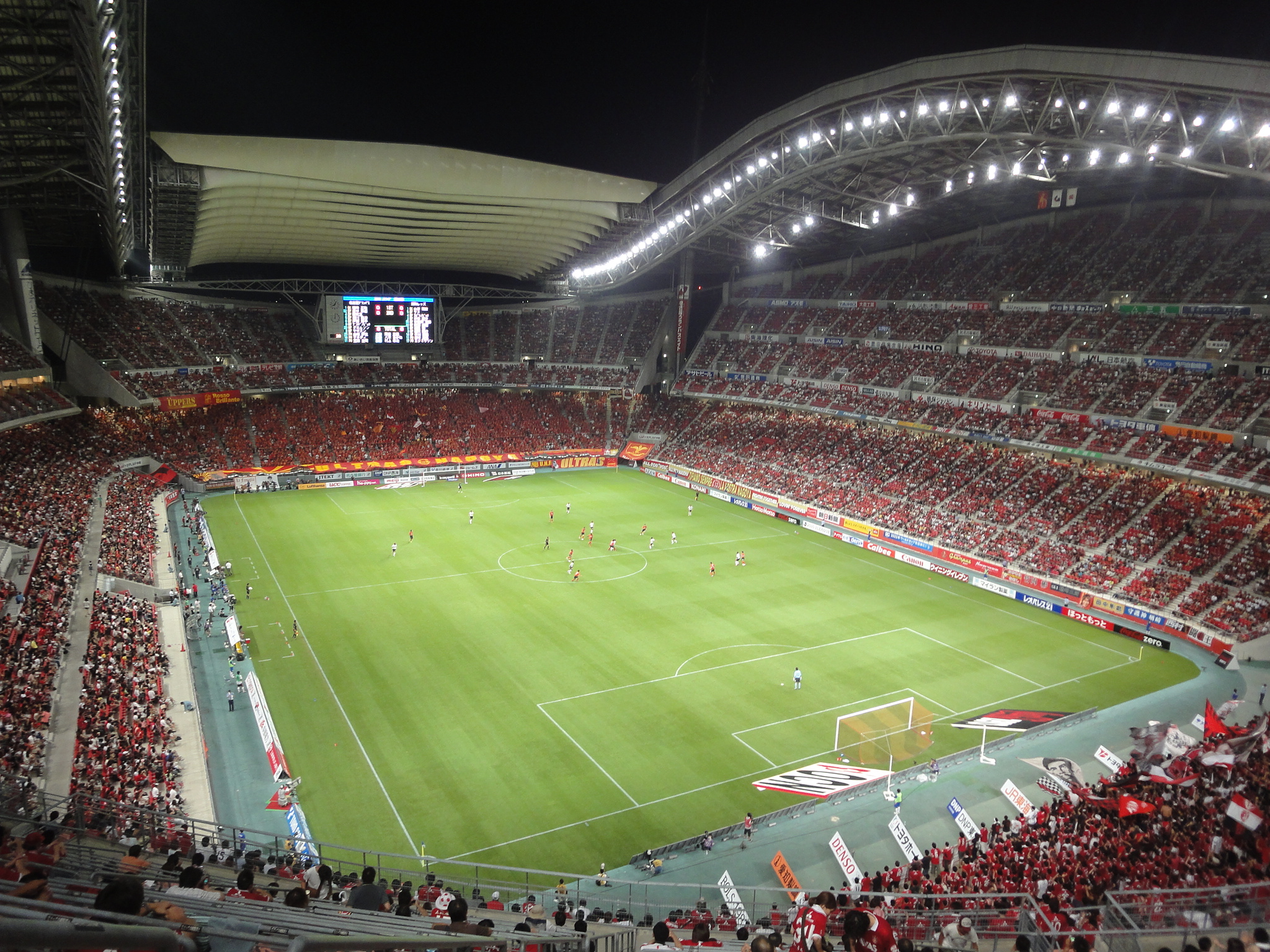
ورزشگاه تویوتا

علاوه بر ناگویا، ۱۶ شهر دیگر در سراسر استان آیچی و دیگر مناطق شهری ژاپن میزبان رویدادهای این دوره از بازی‌های آسیایی خواهند بود.

## کشور‌های شرکت‌کننده
انتظار می‌رود که تمامی ۴۵ عضو کمیته ملی المپیک که عضو شورای المپیک آسیا نیز هستند، به این دوره از بازی‌ها هیئت اعزام کنند.
| کشورهای شرکت‌کننده |
| --- |
| - افغانستان - بحرین - بنگلادش - بوتان - برونئی - کامبوج - چین - هنگ کنگ - هند - اندونزی - ایران - عراق - ژاپن (میزبان) - اردن - قزاقستان - کویت - قرقیزستان - لائوس - لبنان - ماکائو - مالزی - مالدیو - مغولستان - میانمار - نپال - کره شمالی - عمان - پاکستان - فلسطین - فیلیپین - قطر - عربستان سعودی - سنگاپور - کره جنوبی - سری‌لانکا - سوریه - چین تایپه - تاجیکستان - تایلند - ترکمنستان - امارات متحده عربی - ازبکستان - ویتنام - یمن |